# Двенадцать стульев (фильм, 2005)
«Двена́дцать сту́льев» — российско-украинский двухсерийный телевизионный новогодний мюзикл 2004 года режиссёра Максима Паперника по роману И. Ильфа и Е. Петрова. Производство телеканала «Интер» («Мелорама Продакшн», Украина) по заказу ОАО «Первый канал» (Россия).

## Сюжет

### 1 серия
Где-то в 1928 году, в бедной квартирке беззаботно спит Илья Ильф, будит которого визит недовольного коллеги по литературному делу, Евгения Петрова: аванс за новый авантюрный роман получен уже давно, а ещё не написано ни строчки. После недолгого творческого спора, писать решают о чём-то очень простом — о стульях.
Ильф сразу же сочиняет завязку: работнику ЗАГСа провинциального городка Ипполиту Воробьянинову сообщают о предсмертном состоянии его тёщи. На смертном одре зять узнаёт тайну фамильных драгоценностей, зашитых в одном из стульев гостиного гарнитура. Эту же тайну узнаёт и городской священник, отец Фёдор, исповедовавший умирающую. Два охотника за бриллиантами отправляются в Старгород, город, где находилось имение Воробьянинова в дореволюционные годы.
Параллельно с этим, Петров решается ввести более «авантюрного» персонажа в их совместное произведение: бродяга-мошенник Остап Бендер прибывает в Старгород, где в дворницкой бывшего имения, ставшего богадельней, знакомится с Воробьяниновым. На поиски новые знакомые отправляются теперь компаньонами. Первый стул добывается в драке с отцом Фёдором. Стул оказывается пустым.
В жилконторе Бендер достаёт ордера на мебель Воробьянинова, а отец Фёдор получает ордера на идентичный гарнитур, но принадлежавший не Петуховой, а генеральше Поповой. Дороги охотников за драгоценностями расходятся. В Старгороде состоялась встреча с давней любовью Ипполита Матвеевича, Еленой Станиславовной Боур. Из этой встречи Остап устраивает тайное общество, таким образом формируя капитал для предстоящих поисков, выдав обыкновенные поборы с купечества города, ностальгирующих по «старому режиму», за сбор средств в помощь беспризорным детям и формировании «тайной силы по борьбе с большевизмом».
Ради следующего стула Остап женится на вдове Грицацуевой; стул также оказывается пустым. Воробьянинов всё больше подозревает, что Бендер пытается его обмануть, в ответ на что тот его быстро успокаивает. Дальнейшие следы ведут компаньонов в Москву.

### 2 серия
В московском общежитии Киса знакомится с молодой девушкой Лизой, за которой решает приударить, что вытекает в пьяный дебош в ресторане. Эта интрижка стоит Воробьянинову 200 рублей и грандиозного провала на аукционе, где практически из-под носа уходят оставшиеся 10 стульев.
Следующий стул у бедствующей модницы со скудным словарным запасом Эллочки Щукиной. Остап элегантно выменивает его на золотое ситечко, ранее украденное у Грицацуевой. Далее Бендер наносит визит в квартиру двух журналистов (возможно, аллюзия на молодых Ильфа и Петрова), а после — в редакцию газеты «Станок». Там его ждут два стула и встреча с разыскивающей его женой — мадам Грицацуевой. Стулья театра «Колумб» перекочёвывают через монтёра-пьяницу, но бриллиантов нет и в них.
Отец Фёдор выкупает стулья Поповой у инженера Брунса, отдыхающего на Зелёном мысе, но, не обнаружив в них сокровищ, сходит с ума и, без копейки денег, пешком отправляется домой, в уездный город N, перед этим сорвав спектакль «Колумба» при попытке «предать анафеме» Воробьянинова.
Получив данные о местонахождении последнего стула, Воробьянинов решает, что компаньон ему больше не нужен, и перерезает бритвой горло спящему Бендеру. В ходе написания этой сцены Ильф и Петров ломают тот самый стул, что их когда-то вдохновил.
Финал в Рио-де-Жанейро, где отдыхают ставшие известными и богатыми писатели. Из их разговора узнаём, что в творческих спорах из-за «убийства» Бендера они решили в качестве компромисса передать алмазы Мадам Петуховой тому самому клубу железнодорожников, однако истинного удовлетворения они не испытывают. Тогда же их находит самая настоящая мадам Грицацуева, которая продолжает искать Бендера, на что один из писателей говорит: «Никогда не теряйте надежду».

## В ролях

### В ролях
- Николай Фоменко — Остап Бендер
- Илья Олейников — Киса Воробьянинов
- Людмила Гурченко — Елена Станиславовна Боур
- Нина Усатова — мадам Грицацуева
- Юрий Гальцев — отец Фёдор
- Ольга Волкова — мадам Клавдия Ивановна Петухова, тёща Воробьянинова
- Анжелика Варум — Эллочка Щукина
- Елена Воробей — Фима Собак
- Олег Школьник — инженер Брунс
- Ирина Токарчук — жена инженера Брунса
- Дмитрий Шевченко — Илья Ильф
- Александр Семчев — Евгений Петров

### В эпизодах
- Неонила Белецкая — соседка Клавдии Ивановны
- Николай Самсонов — Тихон, дворник
- Николай Луценко — администратор гостиницы
- Алексей Вертинский — Виктор Михайлович Полесов, инженер
- Сергей Озиряный — 1-й участник тайного союза (купец)
- Александр Бондаренко — 2-й участник тайного союза (купец)
- Анатолий Ященко — 3-й участник тайного союза (интеллигент)
- Святослав Ковтун — 4-й участник тайного союза (Никоша)
- Егор Стынцов — 5-й участник тайного союза (Владя)
- Андрей Кириллов — Коля, студент-химик
- Ольга Гришина — Лизочка, жена Коли
- Назар Заднепровский — официант в ресторане
- Лев Сомов — аукционист
- Ольга Когут — барышня на аукционе
- Антон Мухарский — Ляпис-Трубецкий, поэт-гаврилиадист / актёр театра «Колумб» в роли капитана
- Дмитрий Лаленков — Изнуренков, просто поэт
- Игорь Слободской — редактор отдела объявлений газеты «Станок»
- Николай Бабенко — механик театра «Колумб»
- Гости на свадьбе Грицацуевой:
  - Анна Лев
  - Татьяна Кур
- Валерий Шептекита — доктор Медофф
- Серёжа Паперник — мальчик-беспризорник

## Съёмочная группа
- Идея: Константин Эрнст
- Автор сценария: Григорий Ховрах
- Режиссёр-постановщик: Максим Паперник
- Оператор-постановщик: Вадим Савицкий
- Композитор: Максим Дунаевский
- Текст песен: Наум Олев
- Художник-постановщик: Юрий Маковейчук
- Звукорежиссёр: Александр Ельчев
- Художник по костюмам: Ольга Навроцкая
- Художник по гриму:
  - Светлана Рымакова
  - Сергей Троско
- Продюсерская группа:
- Элла Бобленюк
- Александр Боднар
- Исполнительный продюсер: Алексей Гончаренко
- Продюсеры:
  - Влад Ряшин
  - Александр Файфман

## Производство
На роль Бендерa режиссёр планировал Максима Галкина, Ильфом и Петровым могли стать Александр Ширвиндт и Михаил Державин. Николай Фоменко, исполнивший Остапа в этом фильме, в то время являлся зятем Андрея Миронова, тоже исполнявшего роль Остапа в телефильме 1976 года. До мюзикла «12 стульев» Николай Фоменко уже снимался в гриме Остапа Бендера в новогоднем проекте «Старых песнях о главном».
Роль Мадам Грицацуевой должен был исполнять Андрей Данилко («Верка Сердючка»), но роль затем отдали Нине Николаевне Усатовой.
Сперва Данилко был согласен на эту роль, но его партнёр по съёмкам Николай Фоменко, который играл в этом мюзикле Остапа Бендера, заявил, что не будет целовать переодетого мужчину, что по сценарию должно было произойти в сцене свадебной церемонии. После этого Данилко отказался от роли, так как и до этого у них с Фоменко были неприязненные отношения
Также роль Грицацуевой в этом мюзикле предлагали Руслане Писанке как подходящей по фактуре и возрасту, но отказали ей в роли за четыре дня до начала съемок из-за того, что она работала на конкурирующем телевизионном канале — НТВ.
Съёмки проходили в павильонах киностудии «Укртелефильм» в Киеве. Были построены 17 разных декораций, а сцены аукциона снимали в одном из Домов культуры украинской столицы.

Николай Фоменко в мюзикле немного жестковат и прямолинеен, но в то же время это Бендер сегодняшнего дня. Илья Львович Олейников — просто лучший Киса, а их с Фоменко дуэт тянет на себе всю махину. Киса для меня, это Бендер на пенсии и, поверьте, они не зря нашли друг друга. Я очень скептически относился к Юре Гальцеву, ожидал от него, как от артиста эстрады, каких-то штампов, а он так блестяще сыграл отца Федора! Совершенно новая Елена Станиславовна получилась у Людмилы Гурченко, которая сама поставила все танцы в дуэте с Олейниковым. Людмила Марковна — это Примадонна с большой буквы и работать с ней оказалось фантастическим наслаждением. Одним словом, это шоу не для слабонервных!— режиссёр Максим Паперник об актёрском ансамбле фильма в интервью газете «Сегодня» №297 (1941) за 29.12.2004.
Сцена встречи Кисы с Еленой Станиславовной, во время которой Людмила Гурченко забрасывает на Илью Олейникова ногу, которую тот начинает «исследовать», в сценарии отсутствовала. Получилось всё импровизационно.

Публика никуда не денется и будет смотреть мюзикл с удовольствием. У неё всего 15 каналов и 150 известных имен и фамилий вместе с политиками, баскетболистами, артистами и президентом— Николай Фоменко о жанре новогодних мюзиклов.

## Песни и исполнители
1. Ольга Волкова, Илья Олейников и Юрий Гальцев — Бриллианты, изумруды и рубины
2. Николай Фоменко и Илья Олейников — Тёща тоже бывает полезной
3. Николай Фоменко — Командовать парадом буду я
4. Николай Фоменко и Нина Усатова — Страсти
5. Николай Фоменко и Нина Усатова — Танго
6. Илья Олейников и Людмила Гурченко — Лямур-Тужур
7. Илья Олейников — Отцвели уж давно хризантемы…
8. Анжелика Варум и Елена Воробей — Хамишь парниша
9. Николай Фоменко — Вам шах и мат
10. Александр Семчев и Дмитрий Шевченко — Финальная песня (Рио-Де-Жанейро)